# Titivillus

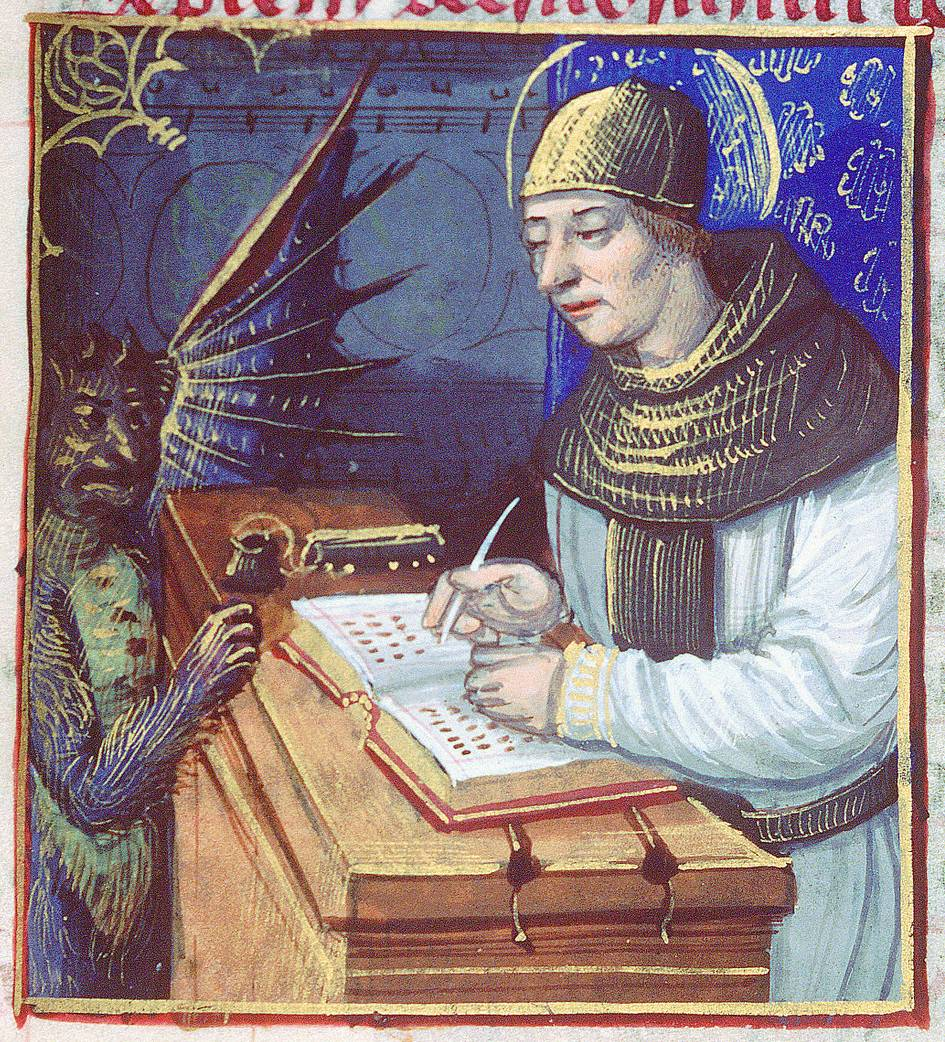
Representació de Titivillus en una iconografia antiga

Titivillus o Tutivillus va ser un dimoni que durant l'edat mitjana es creia que treballava en nom de Belfegor, Llucifer o Satanàs per introduir errors en la feina dels copistes.
Segons alguns historiadors, Cessari d'Heisterbach va ser el que va descriure per primera vegada la figura de Titivillus, però la primera referència escrita de va ser en el Tractatus de Penitentia, c. 1285, de John Galensis (Joan de Gal·les).
També ha estat descrit com el dimoni que recorda i que produeix, principalment durant el servei religiós i el temps d'oració, la xerrada ociosa, la mala pronunciació i la murmuració o omissió de paraules, perquè pugui imputar a l'Infern als pecadors i als quals ofenen.
Igualment se l'ha anomenat el «dimoni patró dels escribes», ja que proporciona una fàcil excusa per als errors que s'arrosseguen en els manuscrits, ja que van copiant els uns als altres. Marc Drogin assenyala en el seu manual de Medieval Calligraphy: It's history and technique que «durant l'últim mig segle, totes les edicions de l'Oxford English Dictionary han inclòs alguna referència de pàgina incorrecta amb un primer esment de Titivillus a peu de pàgina».
Al Monestir de Santa María de Las Huelgas de Burgos hi ha un retaule de c. 1485, atribuït a Diego de la Cruz, on sobre el mantell protector de la Verge de la Misericòrdia apareixen dos diables, un dels quals porta un farcell de llibres a l'esquena, que segons el professor Joaquín Yarza Luaces representaria a Titivillus.
Titivillus va adquirir un ampli paper com a figura subversiva en la comèdia, mitjançant comentaris satírics sobre les vanitats humanes, en teatres de misteri de finals de l'edat mitjana anglesa, com el Iudicium que finalitza el Cicle de Towneley.
En un tractat devocional anglès anònim del segle xv, Myroure of Oure Ladye, Titivillus es presenta a si mateix com (I.xx.54): «El meu nom és Tytyvyllus ...» i parla amb errors, menjant-se síl·labes i paraules senceres.